# Helen Fraser

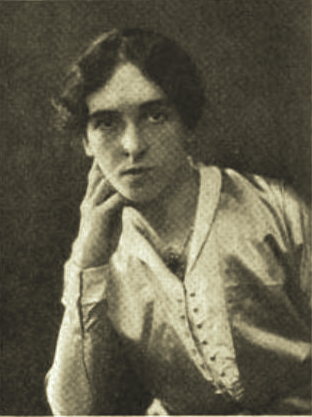
Helen Fraser, vor 1917

Helen Miller Fraser, verheiratete Moyes (* 14. September 1881 in Leeds, Yorkshire; † 2. Dezember 1979 in Australien), war eine schottisch-britische Suffragistin und Politikerin der Liberal Party, die später nach Australien emigrierte.

## Leben
Fraser wurde als eines von zehn Kindern der schottischen Eltern James Fraser (1856–1908) und Christina Sutherland geboren. Ihr Vater begann als Schneider zu arbeiten und zog von Caithness über Edinburgh nach Leeds, bevor er sich schließlich in Glasgow niederließ, als Helen noch ein Kind war. Dort eröffnete er einen Bekleidungsgroßhandel. Ihre Familie war politisch fortschrittlich und vertrat die Ansicht, dass die Bedingungen für Arbeiter verbessert werden sollten. Als junge Frau aus der Mittelschicht in Glasgow gehörten Tanzveranstaltungen und Bälle, Theaterbesuche, das Sammeln von Spenden für wohltätige Zwecke, Tennisspielen und Besuche bei armen Familien in der Stadt zu ihrem Leben.
Fraser besuchte die Queen's Park Higher Grade School in Glasgow. In Glasgow eröffnete sie ein Atelier, das sich auf Schwarz-Weiß-Illustrationen, Stickereien und Malerei spezialisierte.
Sie trat der Women’s Social and Political Union (WSPU)  bei, nachdem sie eine Rede von Teresa Billington-Greig in Glasgow gehört hatte. Im Juni 1908 berichtete Votes for Women, die Zeitung der WSPU, dass sie ihre künstlerische Tätigkeit aufgegeben habe, um als Organisatorin für die WSPU tätig zu werden. Sie reiste nach England, um die Kampagne der WSPU bei den Nachwahlen in Huddersfield 1906 zu unterstützen. Sie wurde neben der Aufgabe als Organisatorin ehrenamtliche Schatzmeisterin der Glasgower WSPU.
Am 20. Dezember 1906 versuchten Fraser und drei weitere Personen zusammen mit Flora McKinnon Drummond, in die Lobby des Parlaments einzudringen, und nach einer Auseinandersetzung wurde Drummond verhaftet. Ihre Schwester Annie Fraser wurde bei einer ähnlichen Aktion zusammen mit Maggie Moffatt eine der ersten schottischen Suffragetten, die verhaftet wurde. Fraser erinnerte sich später:

„During that early period, when suffragette tactics consisted of trying to reach the House of Commons, and in the first arrests when speaking in the lobby, my sister Anne was the first Scotswoman arrested. She had gone to London a day or two before. Called by my father to come downstairs, I found him with the Glasgow Herald open before him with a banner headline in the centre page: «Glasgow Councillor’s daughter arrested». He said, did you know about this. I replied, I knew she was going to a meeting but I did not know anything else. He looked at me under his brows in the way we regarded as serious and I oozed out of the room. He came home in the evening quite reconciled to it, and when Anne came home after fourteen cold days in Holloway Prison he took her to a municipal reception saying to her, „Put on your prettiest dress and come with me.“ She looked charming and he introduced her all round as «My prisoner daughter».“

„In dieser frühen Zeit, als die Taktik der Suffragetten darin bestand, zum Unterhaus vorzudringen und bei den ersten Verhaftungen in der Lobby zu sprechen, war meine Schwester Anne die erste verhaftete Schottin. Sie war ein oder zwei Tage zuvor nach London gereist. Als mein Vater mich nach unten rief, fand ich ihn mit dem aufgeschlagenen Glasgow Herald vor, der auf der mittleren Seite eine Schlagzeile enthielt: „Tochter eines Stadtrats von Glasgow verhaftet“. Er fragte: „Wusstest du davon?“ Ich antwortete, ich wisse, dass sie zu einem Treffen gegangen sei, aber sonst wisse ich nichts. Er sah mich unter seinen Augenbrauen so an, wie wir es für ernst hielten, und ich verließ den Raum. Am Abend kam er versöhnt nach Hause, und als Anne nach vierzehn kalten Tagen im Holloway-Gefängnis nach Hause kam, führte er sie zu einem städtischen Empfang und sagte zu ihr: „Zieh dein schönstes Kleid an und komm mit mir.“ Sie sah bezaubernd aus, und er stellte sie rundherum als „Meine Gefangenentochter“ vor.“

Fraser beteiligte sich an mehreren Kampagnen im Rahmen von Nachwahlen: Sie war mit Mary Phillips im Wahlkreis East Fife und lernte während der Nachwahlen 1907 im Wahlkreis Aberdeen South Adela Pankhurst kennen, mit der sie zeitlebens eng befreundet blieb. Fraser spielte eine herausragende Rolle in der Nachwahlkampagne der WSPU im Wahlkreis Hexham 1907, wofür sie in der Daily Mail gelobt wurde. Bei den Nachwahlen in Dundee im folgenden Jahr arbeitete sie mit Rachel Barrett, Elsa Gye und Mary Gawthorpe zusammen. Bei den Nachwahlen in Montrose burghs im April 1908 wurde sie als organisierende Sekretärin der WSPU „heckled at considerable length“. 1908 nahm Fraser an der Großveranstaltung des sogenannten Women’s Sunday teil und schrieb an Isabel Seymour, dass sie „erfolgreich, aber nicht ganz zufriedenstellend“ gewesen sei. Fraser schätzte, dass eine halbe Million Menschen anwesend waren (eine Zahl, die von den Schätzungen der Times gestützt wird), aber sie sagte, dass es an drei der Rednerpodien „viel Rowdytum“ gab, und äußerte: „Es schien mir, dass die Masse der Menschen einfach neugierig war – nicht ablehnend – einfach gleichgültig.“
Fraser wurde desillusioniert von den immer gewalttätigeren militanten Taktiken der WSPU. Sie kritisierte die Aktionen, bei denen zum Beispiel die Fenster von Premierminister H. H. Asquith eingeschlagen wurden. Bald darauf trat sie aus der WSPU aus und wurde von der gemäßigteren National Union of Women’s Suffrage Societies (NUWSS) angesprochen, für die sie sich bereit erklärte, zu arbeiten. Vierzehn Jahre lang war sie Mitglied des nationalen Exekutivkomitees der NUWSS.
Fraser war eine erfolgreiche öffentliche Rednerin, die nicht nur in Schottland, sondern im gesamten Vereinigten Königreich für die NUWSS auftrat und auch substanzielle Spendeneinnahmen erzielen konnte. Gemeinsam mit Mary Gawthorpe sprach sie vor der Women’s Suffrage Association der Universität Aberdeen über die Kampagne zur Ablehnung der liberalen Kandidaten aufgrund des Widerstands der Regierung gegen das Frauenwahlrecht, als eine Gruppe männlicher Studenten die Veranstaltung störte. Als sie 1908 auf einer öffentlichen Versammlung in Rutherglen, auf der Herr Richard Haldane sprach, ein Misstrauensvotum gegen die Regierung einbrachte, wurde sie des Saales verwiesen. Im selben Jahr startete Marion Gilchrist gemeinsam mit Fraser eine Wahlrechtskampagne im Christian Institute in Glasgow, und auf einer Versammlung in Motherwell sprach Fraser ebenfalls 1908 an der Seite von Emmeline Pankhurst und Emmeline Pethick-Lawrence.
1909 führte sie eine Reise durch, die der Dundee Courier als die „längste ununterbrochene Tournee, die jemals in Schottland unternommen wurde, um das Frauenwahlrecht zu propagieren“ bezeichnete. In dem Artikel werden einundzwanzig verschiedene Städte aufgelistet, die nur Teil dieser Tournee wiedergeben. In Bridgend in Wales stellte Fraser die Auffälligkeiten bei Anpassungen des Männerwahlrechts durch das Parlament dem gegenüber, was sie als „die größte Anomalie, die es gab, die Ungerechtigkeit des Ausschlusses von Frauen von allen Bürgerrechten, weil sie Frauen sind“ bezeichnete.
Chrystal Macmillan und Elsie Inglis waren nur zwei derjenigen, die Fraser bei den Nachwahlen 1911 in Glasgow (Tradeston) auf einer von der Glasgow and West of Scotland Association for Women’s Suffrage organisierten Veranstaltung unterstützten.
1912 sprach sie auf einer von der Cambridge Women’s Suffrage Association organisierten Veranstaltung in Cambridge, die im Rahmen einer Vorlesungsreihe der University Extension Lectures stattfand.
Nach einer Versammlung in Baltinglass (Irland) im Jahr 1913 wurde Fraser mit faulen Eiern beworfen. Das Treffen hatte unter der Schirmherrschaft der Irish Women's Reform League stattgefunden. Im Gegensatz dazu war der Empfang für Fraser in Belfast „herzlich“, und der Reporter berichtete, dass ihr während ihres Vortrags mehrmals Beifall zuteilwurde; die Veranstaltung wurde bei dieser Gelegenheit von der Irish Women's Suffrage Federation organisiert.
1915 fungierte sie vorübergehend als ehrenamtliche Sekretärin der Penarth Women's Suffrage Society.
Während des Ersten Weltkriegs arbeitete sie als Beauftragte für das National War Saving Committee,  in dessen Rahmen sie persönlich 109 lokale War Savings Committees in England und Wales gründete. Sie wurde zum Board of Agriculture abgeordnet, um Frauen für die Landarbeit zu gewinnen. 1917 wurde sie auf Vorschlag von Millicent Garrett Fawcett von der britischen Regierung in die offizielle britische Kriegsmission in den USA aufgenommen, um über die britischen Kriegsanstrengungen zu sprechen. Sie reiste durch 40 Staaten und hielt in 312 Tagen 332 Reden. She also had a meeting with President Woodrow Wilson. Sie traf auch mit Präsident Woodrow Wilson zusammen. 1918, nach ihrer Rückkehr nach Großbritannien, wurde ihr Buch Women and War Work über diese Zeit veröffentlicht.
Als 1918 das passive Wahlrecht für Frauen eingeführt wurde, widmete sie sich der Kampagne für die Wahl von Frauen zu Parlamentsabgeordneten. Sie sprach in Cardiff im Namen des Joint Committee for Getting Women into Parliament. Bei den Parlamentswahlen 1918 trat sie selbst noch nicht an. Sie war Mitglied des Exekutivkomitees der Nachfolgeorganisation der NUWSS, der National Union of Societies for Equal Citizenship, sie war Mitglied des Common Interests Committee der English-Speaking Union, sie war an der Reunion of British War Missions in den USA beteiligt, sie war Mitglied des Council for the Representation of Women in the League of Nations und Mitglied des Royal Institute of International Affairs.
Ihre Bemühungen während des Krieges und in der Nachkriegszeit waren Premierminister David Lloyd George aufgefallen und sie trat seiner National Liberal Party bei. 1922 war sie die erste Frau, die in Schottland als offizielle Kandidatin für das Parlament aufgestellt wurde, als sie als Kandidatin der National Liberal Party für den Wahlkreis Govan in Glasgow für die Parlamentswahlen 1922 ausgewählt wurde. Sie war eine von nur drei weiblichen Kandidaten (alles Liberale), die bei den Parlamentswahlen in Schottland antraten. Govan war ein sicherer Labour-Sitz, und es wurde nicht erwartet, dass sie gewinnen würde. Fraser war ein prominentes Mitglied der Glasgow and West of Scotland Association for Women's Suffrage (GWSAWS). Sie hatte die Unterstützung der GWSAWS, um in Govan auf der Grundlage des liberalen Wahlprogramms zu kandidieren. Dieses Programm beinhaltete die Einführung von Witwenrenten und ein gleiches Wahlrecht für Frauen. Während ihres Wahlkampfs kritisierte sie die „Aneignung unserer feministischen Ideale und Politik“ durch ihren männlichen Kontrahenten von der Labour Party. Sie holte 37,7 % der Stimmen, gewählt wurde erwartungsgemäß der Labour-Kandidat Neil Maclean mit 62,3 %.
1923 reiste sie nach Paris, um als Delegierte der NUWSS an der Konferenz der International Alliance of Women für das Wahlrecht und die Gleichberechtigung teilzunehmen. Später im Jahr 1923, nach der Wiedervereinigung der Liberalen Parteien von Lloyd George und Asquith, wechselte sie den Wahlkreis und kandidierte bei den Parlamentswahlen 1923 für die Liberal Party im Wahlkreis Hamilton in Lanarkshire. Obwohl es sich auch um einen Labour-Sitz handelte, glaubte man, dass ihre Aussichten hier etwas besser waren. Beschimpfungen und Verleumdungen durch den Kandidaten der Labour-Partei, Duncan Macgregor Graham, machten den Wahlkampf jedoch zu einer äußerst unangenehmen Erfahrung. Graham erhielt 58,4 % der Stimmen, Fraser 41,6 %.
Ihre letzte politische Einladung war, bei den Nachwahlen 1924 in Glasgow Kelvingrove anzutreten, aber der Kandidat der Konservativen, Walter Elliot, war ein Freund von ihr, und sie wusste, dass sie genug Stimmen auf sich vereinigen konnte, dass er den Sitz verlieren würde, und lehnte daher ab. 1925 verließ sie die Liberal Party und trat der Unionist Party bei. In einem Brief, der im Glasgow Herald veröffentlicht wurde, nannte sie ihre Gründe dafür, dass sie den Kampf gegen das, was sie als die „Tyrannei der Verbände und der Gewerkschaften“ bezeichnete, als unzureichend empfand, was ihrer Meinung nach das Ziel einer Partei hätte sein müssen, die sich dem Schutz der individuellen Rechte verschrieben hätte.
Fraser zog dann nach London und verdiente ihr Geld freiberuflich mit Artikeln über Frauenthemen. Sie wurde in den Stadtrat von Kensington gewählt, dem sie sieben Jahre lang angehörte.
Während sie in London lebte, stand Fraser in Kontakt mit einem alten Freund namens James Moyes, der nach Australien ausgewandert war. Seine Frau war gestorben, und er machte Fraser mehrmals einen Heiratsantrag, bevor sie ihn annahm. Sie wanderte 1939 nach Sydney aus. Später wurde sie Präsidentin von Women for Canberra, einer Organisation, die sich dafür einsetzte, dass mehr Frauen für das australische Parlament kandidierten.
Gegen Ende ihres Lebens schrieb sie eine Autobiografie mit dem Titel A Woman in a Man’s World, die 1971 veröffentlicht wurde. Fraser starb 1979 in Australien.

## Nachleben
Die Mitchell Library in Glasgow verfügt über eine Sammlung von Dokumenten, die ihr von Fraser (unter ihrem Ehenamen Moyes) 1978 zugesandt wurden, damit in Glasgow Teile der Frauenbewegung dokumentiert wären, was ihr wichtig war.
2018 erhielt die National Library of Scotland ein Tagebuch von Fraser, das in einem Recyclingzentrum in Ulladulla, New South Wales, gefunden worden war. Die Sammlung der National Library of Scotland enthält auch einige persönliche Briefe, Korrespondenz und Notizen.
Der Historiker Brian Harrison führte im Januar, August und September 1975 drei Oral-History-Interviews mit Fraser im Rahmen des Suffrage-Interviews-Projekts Oral evidence on the suffragette and suffragist movements: the Brian Harrison interviews. Fraser spricht über ihre Familie und deren Unterstützung für das Frauenwahlrecht, ihr Engagement in der NUWSS und der WSPU und die Unterschiede zwischen den beiden Organisationen sowie über ihre Zeit in Wales, Schottland, Frankreich, den USA und Australien.
Aus demselben Jahr ist ein Interview mit Hazel de Berg dokumentiert.

## Veröffentlichungen
- Women and War Work. G. Arnold Shaw, New York City 1918 (gutenberg.org).
- A Woman in a Man's World. Alpha Books, Sydney 1971.